# 브라노우나트토플료우

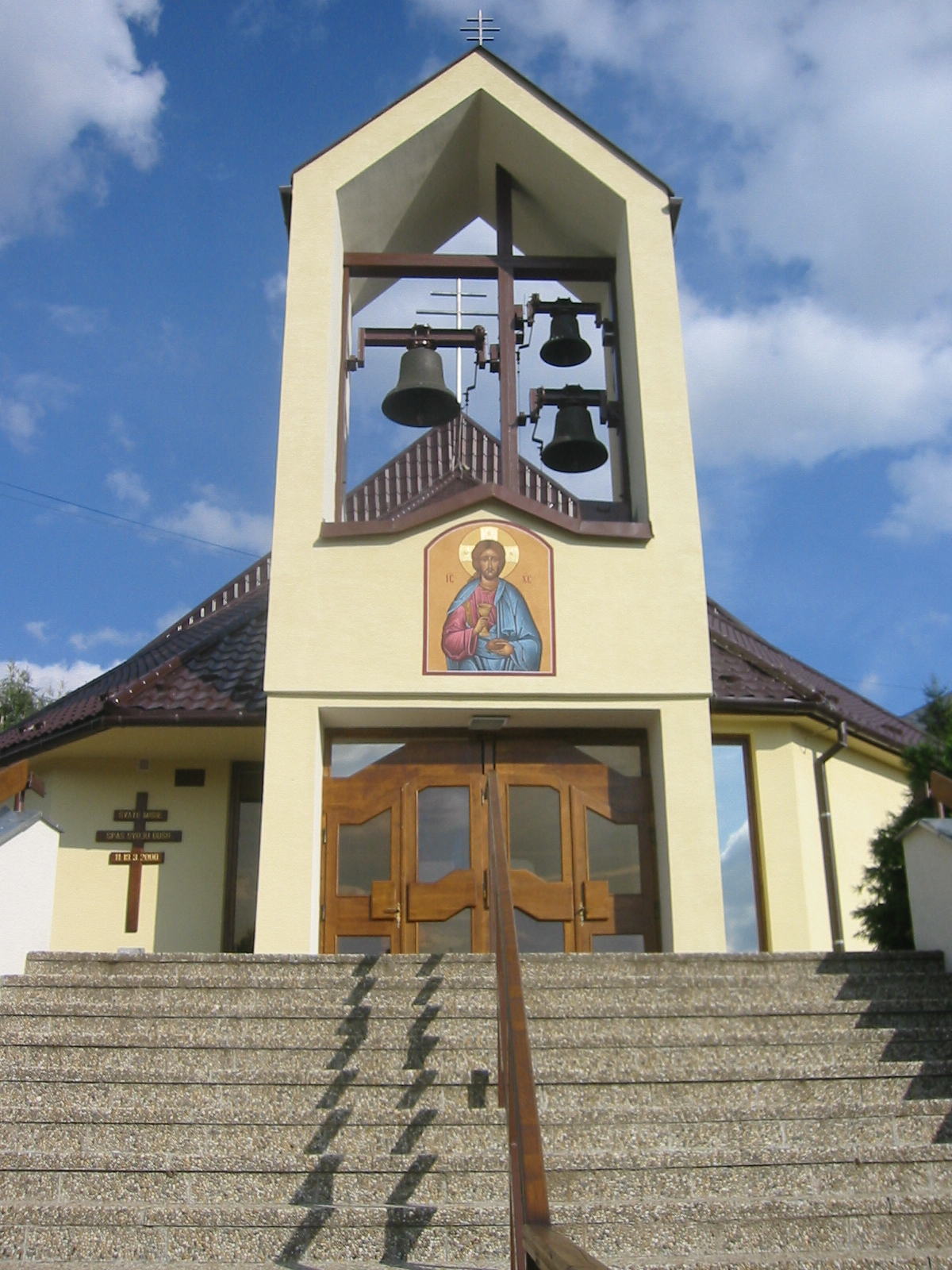
브라노우나트토플료우

브라노우나트토플료우(슬로바키아어: Vranov nad Topľou, 독일어: Frö(h)nel / Vronau an der Töpl 프뢰넬 / 프로나우안데어퇴플[*], 헝가리어: Varannó 버런노[*])는 슬로바키아 동부 프레쇼우 주에 위치한 도시로 면적은 31.10km2, 높이는 132m, 인구는 23,157명(2012년 기준), 인구 밀도는 745명/km2이다.